# Daryl J. Bem

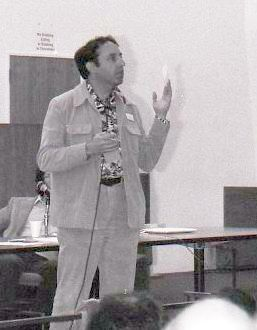
Daryl J. Bem

Daryl J. Bem (* 1938 in Denver, Colorado) ist ein US-amerikanischer emeritierter Sozialpsychologe.

## Leben
Er schloss seine Highschool-Ausbildung 1956 ab. Danach erwarb er 1960 einen B.A.-Abschluss in Physik am Reed College und begann ein Studium der Physik am MIT. Fasziniert von den sich ändernden Einstellungen zur Aufhebung der Rassentrennung im amerikanischen Süden beschloss er, das Fachgebiet zu wechseln und eine Karriere als Sozialpsychologe anzustreben. Er erwarb 1962 einen Master-Abschluss und promovierte 1964 an der University of Michigan in Sozialpsychologie unter Leon Festinger und lehrte seitdem an der Carnegie-Mellon University, der Stanford University, in Harvard und seit 1978 an der Cornell University in Ithaca im Bundesstaat New York; in Cornell ging er 2008 in den Ruhestand.

## Werk
Bem ist der Urheber der Selbstwahrnehmungstheorie und der „Exotic Becomes Erotic“-Theorie. Außerdem hat er sich mit der Erforschung von parapsychologischen Phänomenen beschäftigt. Laut Bems Selbstwahrnehmungstheorie, die oftmals mit Leon Festingers Theorie der kognitiven Dissonanz kontrastiert wird, leiten Menschen ihre Einstellungen von ihrem eigenen Verhalten ab. Eine Person, die beispielsweise auf Aufforderung eine Lobrede auf Fidel Castro halten würde, hätte anschließend eine positivere Haltung ihm gegenüber als vorher.
Mit der „Exotic Becomes Erotic“-Theorie präsentierte Bem eine Theorie zur Erklärung des Zustandekommens der jeweiligen sexuellen Orientierung von Personen, die sowohl entwicklungspsychologische als auch biologische Erkenntnisse zu integrieren sucht: Erwachsene seien sexuell an demjenigen Geschlecht interessiert, das ihnen in ihrer Kindheit und frühen Jugend als das fremdere, exotischere erschienen ist und mit aversiven Emotionen wie Angst, Abscheu oder sogar Ekel belegt war. In der Pubertät schließlich würde die mit diesen Emotionen verbundene emotionale und physiologische Erregung sexualisiert und führe so zu einer heterosexuellen oder homosexuellen Orientierung.
Im Februar 2011 veröffentlichte er eine Studie, in der er herausgefunden haben will, dass Menschen Zugriff auf zukünftiges Wissen haben. Die Studie wird in der wissenschaftlichen Öffentlichkeit allerdings kontrovers diskutiert. Ein Forscherteam um den Psychologen Richard Wiseman, das eine Replikation von Bems Studie unternahm, konnte keinen empirischen Beleg für dessen These finden. Eine theoretische Grundlage gibt es ebenfalls nicht.

## Privates
Aus der Ehe mit Sandra Bem, geborene Lipsitz (1944–2014), hat Bem zwei Kinder. Das Paar trennte sich 1994, die Eheleute ließen sich nicht scheiden und blieben einander verbunden.

## Publikationen (Auswahl)
Monografien
- Meinungen, Einstellungen, Vorurteile: Eine einf. sozialpsycholog. Darst.; das notwendige sozialpsycholog. Basiswissen über Entstehung, Eigenart u. Manipulation von Meinungen u. Einstellungen, dargest. an Beisp. aus d. Alltag. Sauerländer, Frankfurt a. M. 1975, ISBN 978-3-54539506-0.

Zeitschriftenartikel
- Feeling the future: Experimental evidence for anomalous retroactive influences on cognition and affect. Journal of Personality and Social Psychology, 2011, 100, S. 407–425.
- Is there a causal link between childhood gender nonconformity and adult homosexuality? Journal of Gay & Lesbian Mental Health, 2008, 12, S. 61–79.
- Exotic becomes erotic: Interpreting the biological correlates of sexual orientation. Archives of Sexual Behavior, 2000, 29, S. 531–548.
- Exotic becomes erotic: A developmental theory of sexual orientation. Psychological Review, 1996, 103, S. 320–335.
- Self-perception: An alternative interpretation of cognitive dissonance phenomena. Psychological Review, 1967, 74 (3), S. 183–200.